# Шевченко (Тбіліський район)
Шевченко — хутір у Тбіліському районі Краснодарського краю Російської Федерації.
Входить до складу Ванновського сільського поселення.

## Географія

### Вулиці
- вул. 50 років Перемоги,
- вул. Леніна,
- вул. Жовтнева,
- вул. Підгірна,
- вул. Північна,
- вул. Стадіонна,
- вул. Якубіна.

## Населення
За даними Всеросійської перепису, в 2010 році на хуторі проживало 1 213 осіб, а в 2002 році — на 3,6 % менше — 1 257 жителів.